# ناخب

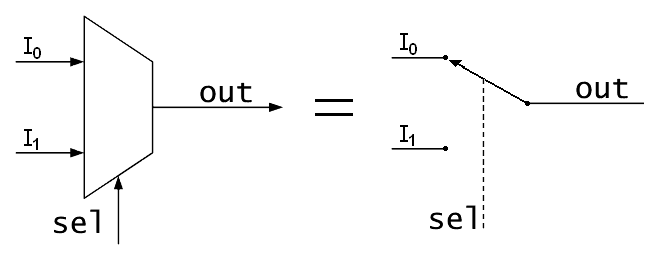
ناخب من نوع 2 إلى 1

المضمم أو الناخب أو المداول[بحاجة لمصدر] (بالإنجليزية: Multiplexer)‏ هو جهاز يوجه المعلومات الرقمية المأخوذة من عدة مصادر لنقلها على خط نقل واحد إلى الوجهة المقصودة.حيث له عدة مداخل وخرج وحيد وله أيضاً مداخل تحكم تسمح للبيانات الرقمية الموجودة على أي خط من خطوط الدخل لتفتح على الخرج، ولهذا سميت بمنتخِبات البيانات.
ويبين الشكل التالي ناخباً له أربعة خطوط دخل(A,B,C,D) ومدخلين تحكم (S0,S1)لأنه مع اختيار خانتين يمكن اختيار أي خط من أربعة خطوط.
إن تواجد الشيفرة الثنائية على مداخل الناخب( S0,S1) سيمكن البيانات المختارة من على الدخل من المرور إلى الخرج، فإذا تم تطبيق الرقم الثنائي(بنظام العد الثنائي )00=(S0=0,S1=0)) على مداخل التحكم فإن بيانات الدخل A سوف تظهر على الخرج، وإذا تم تطبيق الرقم الثنائيS0=1,S1=0)) فإن بيانات الدخل B سوف تظهر على الخرج، وإذا تم تطبيق الرقم الثنائي (بنظام العد الثنائي )10=(S0=0,S1=1 ) فإن بيانات الدخل C ستظهر على الخرج أما إذا تم تطبيق الرقم الثنائيS1=1,S0=1)) على المداخل فسوف تظهر بيانات الدخل D على الخرج.
إن التعبير المنطقي لخرج الناخب يمكن أن يستنتج كما يلي:
•	بيانات الخرج تساوي بيانات A فقط عندما يكون:S0=0,S1=0 وبالتالي فإن:
Z=AS1¯S0¯
•	بيانات الخرج تساوي بيانات B فقط عندما يكون:S1=0,S0=1 وبالتالي فإن:
Z=BS1¯S0
•	بيانات الخرج تساوي بيانات C فقط عندما يكون:S1=1,S0=0 وبالتالي فإن:
Z=CS1S0¯
•	بيانات الخرج تساوي بيانات D فقط عندما يكون:S1=1,S0=1 وبالتالي فإن:
Z=DS1S0
فيكون التابع الكلي للخرج هو:
Z=AS1¯S0¯+BS1¯S0+CS1S0¯+DS1S0
ويمكن بناء الدارة المنطقية لهذا التابع بواسطة أربع بواباتAND ثلاثية المداخل وبوابة واحدة OR بأربعة مداخل ودارتين NOT لإيجاد متممات S1,S0 وهي دارة الناخب:

## معرض صور

## مواضيع ذات صلة
- الموزعات